# Marie Andrieux
Pour les articles homonymes, voir Andrieux.
Marie Andrieux, née le 22 avril 1980, est une skieuse acrobatique et une snowboardeuse française.
Elle est notamment championne de France de snowboard en 2001, championne de France de ski en 2003, ainsi que médaillée de bronze du classement de half-pipe de la Coupe du monde de ski acrobatique.
Elle met fin à la pratique de la compétition en 2004 et se consacre depuis à l'enseignement du ski dans les Pyrénées.
En été, c'est en tant que monitrice de plongée sous-marine qu'elle commence une première reconversion, notamment en Corse et en Égypte.
Et depuis 2020, c'est dans la photographie de reportage qu'elle trouve une nouvelle passion. Vous pouvez consulter son travail sur le site www.marieandrieux.com

## Palmarès

### Coupe du monde de ski acrobatique
- Meilleur classement général : 11e en 2004.
- Meilleur classement en half-pipe : 3e en 2004.
- 1 podium dans les épreuves de coupe du monde.

### Coupe du monde de snowboard
- Meilleur classement général : 98e en 2000.
- Meilleur classement en half-pipe : 11e en 2000.